# The State of Texas vs. Melissa
The State of Texas vs. Melissa est un documentaire américain réalisé en 2020 par Sabrina Van Tassel, qui suit le cas de Melissa Lucio, une Texane qui a été la première femme d'origine hispanique au Texas à être condamnée à mort. Il a été sélectionné pour le festival du film de Tribeca en 2020, et a remporté le prix du meilleur documentaire au festival du film de Raindance. En 2021, Lucio est dans le couloir de la mort depuis 13 ans, après avoir été condamnée pour la maltraitance et le meurtre d'un de ses enfants. Les droits ont été acquis par Hulu, pour une diffusion en continu aux États-Unis,.